# Rugby Roma Olimpic 2008-2009

## Super 10 2008-09

### Stagione regolare
| Incontro                           | Andata | Ritorno |
| ---------------------------------- | ------ | ------- |
| Calvisano — Rugby Roma Olimpic     | 20-12  | 28-12   |
| Rugby Roma Olimpic — GRAN Parma    | 34-12  | 25-19   |
| Petrarca — Rugby Roma Olimpic      | 15-13  | 37-28   |
| Rugby Roma Olimpic — Veneziamestre | 9-12   | 8-19    |
| Viadana — Rugby Roma Olimpic       | 27-15  | 26-25   |
| Rugby Roma Olimpic — Capitolina    | 14-13  | 22-28   |
| Parma — Rugby Roma Olimpic         | 22-20  | 3-17    |
| Rugby Roma Olimpic — Rovigo        | 23-27  | 11-19   |
| Benetton — Rugby Roma Olimpic      | 29-19  | 15-23   |

#### Risultati della stagione regolare
| Posizione | G  | V | N | P  | PF  | PS  | DP  | B | Pt |
| --------- | -- | - | - | -- | --- | --- | --- | - | -- |
| 7ª        | 18 | 5 | 0 | 13 | 333 | 371 | -38 | 8 | 28 |

## Coppa Italia 2008-09

### Prima fase
| Incontro                           | Risultato |
| ---------------------------------- | --------- |
| Petrarca — Rugby Roma Olimpic      | 44-10     |
| Rugby Roma Olimpic — Veneziamestre | 24-10     |
| Rugby Roma Olimpic — Benetton      | 7-47      |
| GRAN Parma — Rugby Roma Olimpic    | 19-16     |

#### Risultati della prima fase
| Posizione | G | V | N | P | PF | PS  | DP  | B | Pt |
| --------- | - | - | - | - | -- | --- | --- | - | -- |
| 4ª        | 4 | 1 | 0 | 3 | 57 | 120 | +63 | 1 | 5  |